# Marquesat d'Amposta

Escut d'Amposta, Montsià.

El marquesat d'Amposta és un títol nobiliari espanyol creat per la reina regent Maria Cristina d'Habsburg-Lorena durant la minoria d'edat del rei Alfons XIII.
La seva denominació fa referència al municipi d'Amposta, Montsià, en les proximitats del qual es va lliurar en 1811 la batalla del mateix nom durant la Guerra del Francès. En record d'aquesta gesta, protagonitzada pel general Francisco Javier Ferraz y Cornel (Benasc, Osca, 2 de desembre de 1776 – Mutxamel, Alacant, 12 d'octubre de 1850), la Reina Regent concediria en 1895 al seu fill Rafael Ferraz y Canicia di Franchi, diplomàtic de professió, la dignitat nobiliària objecte d'aquesta ressenya.

## Marquesos d'Amposta
|                         | Titular                            | Període                 |
| Creació per Alfons XIII | Creació per Alfons XIII            | Creació per Alfons XIII |
| ----------------------- | ---------------------------------- | ----------------------- |
| I                       | Rafael Ferraz y Canicia di Franchi | 1895-1915               |
| II                      | Eugebio Ferraz y Alcalá-Galiano    | 1915- ?                 |
| III                     | Isabel Ferraz y Alcalá-Galiano     | 1943-1952               |
| IV                      | José Ferraz Penelas                | 1956-1959               |
| V                       | José Ferraz y Cuadrado             | 1959-2004               |
| VI                      | José María Ferraz y Español        | 2004-actual titular     |

## Història dels marquesos d'Amposta
- Rafael Ferraz y Canicia di Franchi (1895-1915), I marquès d'Amposta.

1. Va casar amb Elena Alcalá-Galiano y Valencia. El va succeir el seu fill:

- Eugenio Ferraz y Alcalá-Galiano, II marquès d'Amposta, Gentilhome de cambra amb exercici del Rei Alfons XIII.

1. Va casar amb María de Romrée y de Palacio, comtessa de Berlanga de Duero. El va succeir la seva germana:

- Isabel Ferraz y Alcalá-Galiano (1860-1952), III marquesa d'Amposta.

1. Va casar amb Gonzalo Ramírez Dampierre. Sense descendendencia. La va succeir un besnet dels pares del I marquès d'Amposta:

- José Ferraz Penelas (1881-1959), IV marquès d'Amposta.

1. Va casar amb Josefa Cuadrado y Pallás. El va succeir el seu fill:

- José Ferraz y Cuadrado (1918-.), V marquès d'Amposta.

1. Va casar amb María de la Cruz Español y Laplana. El va succeir el seu fill:

- José María Ferraz y Español (1950-.), VI marquès d'Amposta

1. Va casar Ana María Corell i Corell.